# Macau (ort i Brasilien, Rio Grande do Norte, Macau)
Macau är en ort i Brasilien.   Den ligger i kommunen Macau och delstaten Rio Grande do Norte, i den östra delen av landet, 1 700 km nordost om huvudstaden Brasília. Macau ligger 7 meter över havet och antalet invånare är 18 070.
Terrängen runt Macau är mycket platt. Havet är nära Macau norrut. Macau är det största samhället i trakten.
Trakten runt Macau består i huvudsak av gräsmarker. Runt Macau är det ganska glesbefolkat, med 31 invånare per kvadratkilometer.